# Delahaye Type 26
Der Delahaye Type 26 ist ein frühes Pkw-Modell. Hersteller war Automobiles Delahaye in Frankreich.

## Beschreibung
Die Fahrzeuge wurden zwischen 1904 und 1906 hergestellt. Vorgänger war der Delahaye Type 13 und Nachfolger der Delahaye Type 39.
Der Vierzylinder-Ottomotor mit einzelnen Zylindern war in Frankreich mit 25–30 CV eingestuft. Er stammt vom Delahaye Type 21, hat 110 mm Bohrung, 130 mm Hub, 4942 cm³ Hubraum und leistet 30 PS. Er ist vorn im Fahrgestell eingebaut und treibt die Hinterachse an.
Der Leiterrahmen mit Längsträgern und Traversen entspricht ebenfalls weitgehend dem Type 21, wurde aber etwas verstärkt. Der Radstand beträgt wahlweise 3165 mm oder 3400 mm. 65 km/h sind möglich.